# Octopoda
Octopodes
Ordre
Les Octopodes (Octopoda, du grec ὀκτώ / oktō, « huit », et πούς / poús, « pied ») forment un ordre de céphalopodes, dans lequel se situe la pieuvre commune. Ce sont des animaux sentients.

## Caractéristiques
Les caractères synapomorphiques c'est-à-dire choix des caractères morphologiques, pour définir l'ordre sont difficiles à déterminer.
Les Octopodes sont des animaux sentients.

## Classification

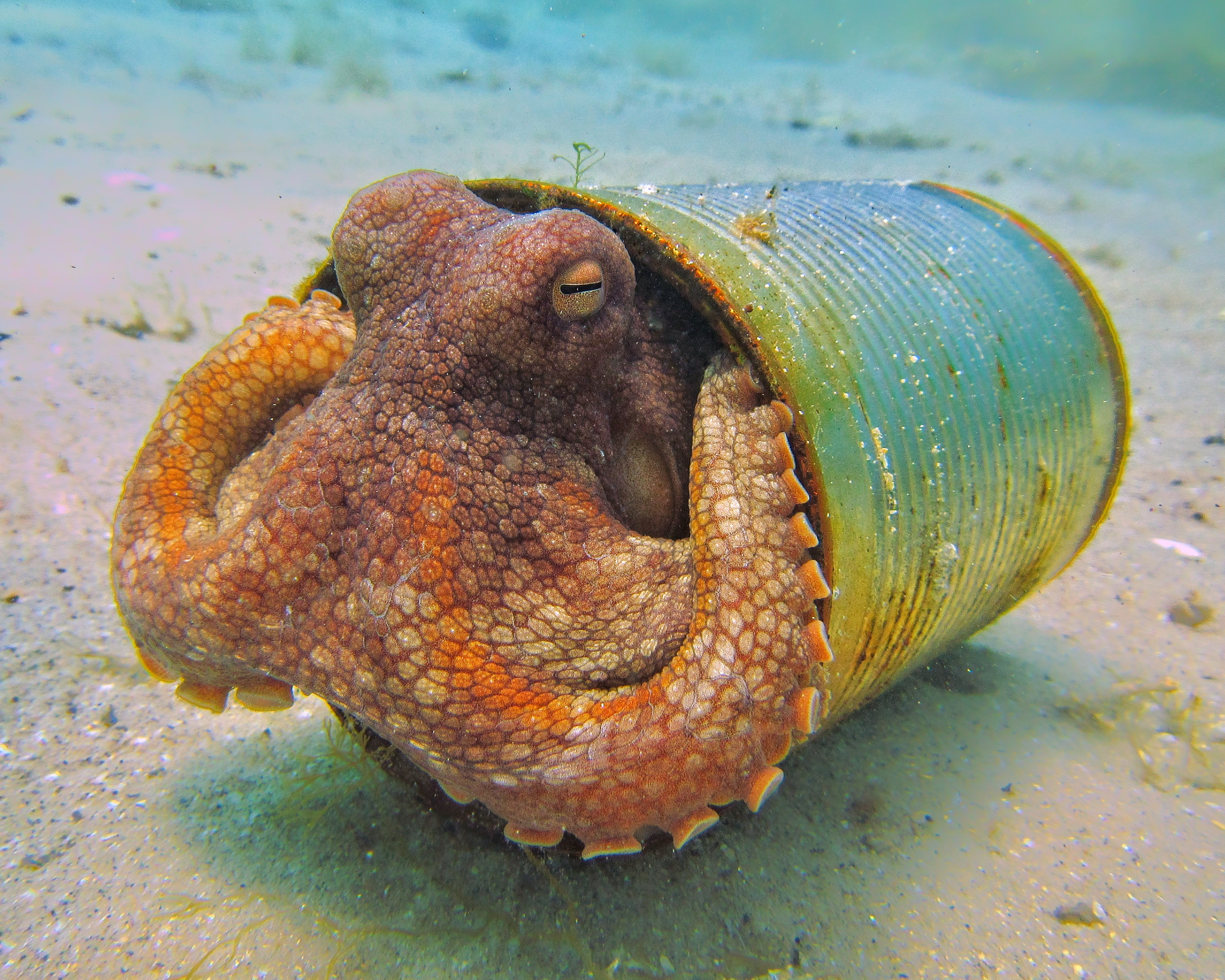
Un poulpe (Octopus pallidus) dans les eaux de la péninsule de Mornington, Australie. Janvier 2018.

Jusqu'à la fin des années 2000, les études paléontologiques ne mettaient pas en doute l'origine monophylétique des Octopoda. Cette certitude s'appuie sur la similitude du support de la nageoire des Cirrina, de la tige interne bifide que l'on retrouve chez certaines espèces d'Incirrina. La différenciation entre les Cirrina et les Incirrina se serait déroulée à la fin du Crétacé à partir d'un groupe disparu appelé Palaeoctopus. Les plus anciens de ces fossiles montrent une nageoire développée mais relativement isolée du gladius. L'histoire évolutive des octopodes est cependant rendue très complexe par le fait que ces animaux à corps mou ne laissent quasiment aucune trace dans le registre fossile (contrairement à leurs cousins nautiles, ammonites et bélemnites, par exemple). Le plus vieux fossile d'octopode connu est un Pohlsepia mazonensis (Carbonifère, environ 300 millions d'années, Illinois), encore pourvu de deux longs tentacules en plus de ses huit bras.
Initialement, les deux groupes d'octopodes ont été créés en tenant compte des sortes de cils vibratiles disposés à côté des ventouses sous les bras. Le nom des sous-ordres en témoigne ; les Cirrina (ou Cirrata) disposent d'une paire de cils à chaque ventouse, cirri en latin, tandis que les Incirrina (ou Incirrata) n'en ont pas. En outre, l'« os » interne est plus développé chez les Incirrina.
Des analyses phylogénétiques récentes ont été menées pour déterminer la phylogénie du groupe. La famille des Octopodidae classée depuis le début du XXe siècle dans les Incirrina regroupe en fait un ensemble disparate de genres, pas toujours monophylétiques. Ces études ont montré que les Cirrina étaient proches de certains Eledoninae pourtant classés dans les Octopodidae. En outre, les sous-familles de Graneledoninae et de Megaleledoninae doivent fusionner. Toute la phylogénie des taxons constituant ce groupe doit être revue.

## Taxons de rang inférieur
| Selon World Register of Marine Species (9 décembre 2016) : ... - sous-ordre Cirrata - famille Cirroctopodidae Collins & Villenueva, 2006 - famille Cirroteuthidae Keferstein, 1866 - famille Opisthoteuthidae Verrill, 1896 - famille Stauroteuthidae Grimpe, 1916 - sous-ordre Incirrata - super-famille Argonautoidea Cantraine, 1841 - famille Alloposidae Verrill, 1881 - famille Argonautidae Tryon, 1879 - famille Ocythoidae Gray, 1849 - famille Tremoctopodidae Tryon, 1879 - super-famille Octopodoidea d'Orbigny, 1840 - famille Amphitretidae Hoyle, 1886 - famille Bathypolypodidae Robson, 1929 - famille Eledonidae Rochebrune, 1884 - famille Enteroctopodidae Strugnell, Norman, Vecchione, Guzik & Allcock, 2014 - famille Megaleledonidae Taki, 1961 - famille Octopodidae d'Orbigny, 1839 | Selon ITIS (9 décembre 2016) : - sous-ordre Cirrina Grimpe, 1916 - famille Cirroteuthidae Keferstein, 1866 - famille Opisthoteuthidae Verrill, 1896 - famille Stauroteuthidae Grimpe, 1916 - sous-ordre Incirrina Grimpe, 1916 - famille Alloposidae Verrill, 1881 - famille Amphitretidae Hoyle, 1886 - famille Argonautidae Tryon, 1879 - famille Bolitaenidae Chun, 1911 - famille Idioctopodidae Taki, 1962 - famille Octopodidae D'Orbigny, 1839-1842 in Férussac et D'Orbigny, 1834-1848 - famille Ocythoidae Gray, 1849 - famille Tremoctopodidae Tryon, 1879 - famille Vitreledonellidae Robson, 1932 |

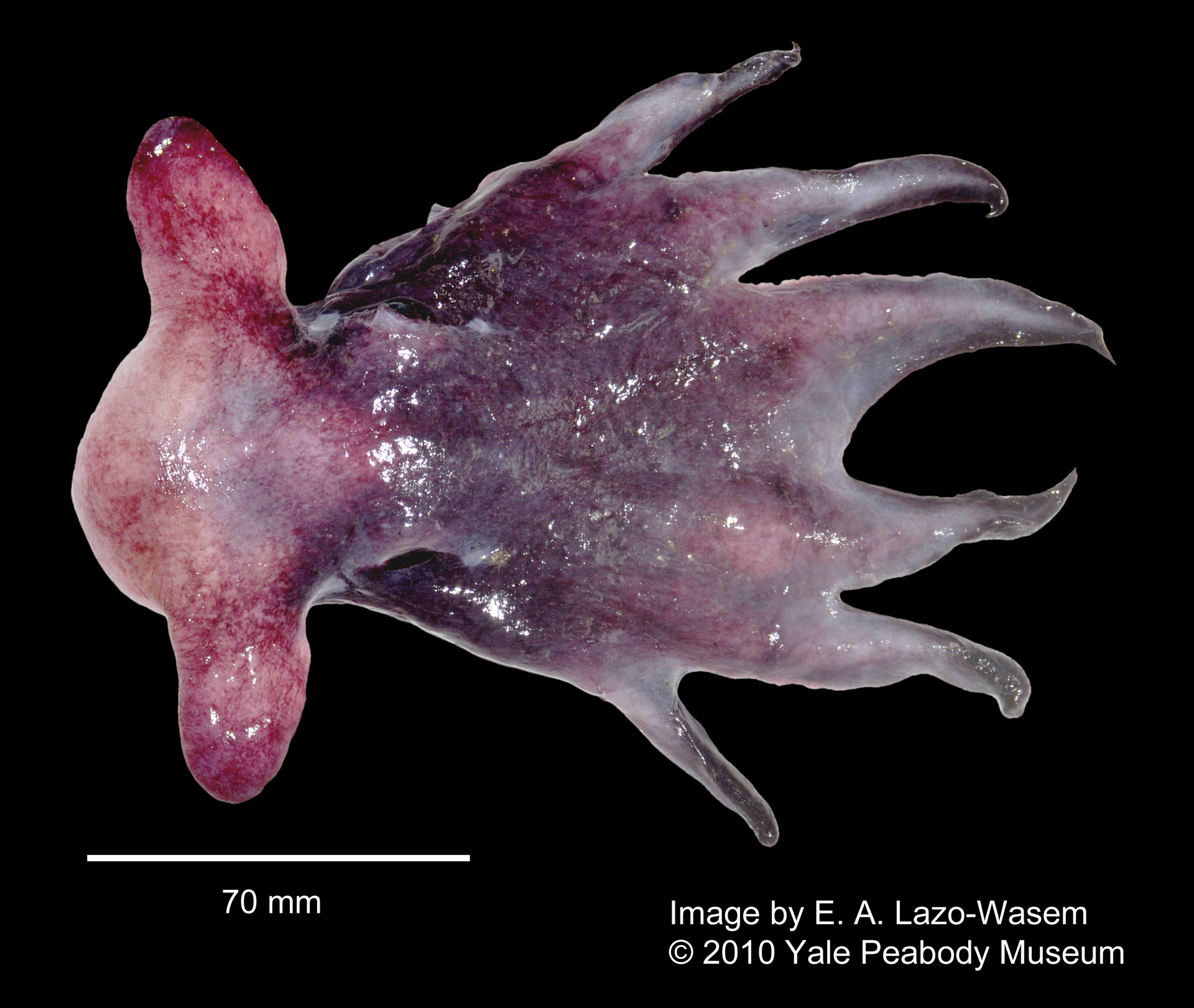
Cirroctopus sp., un Cirroctopodidae
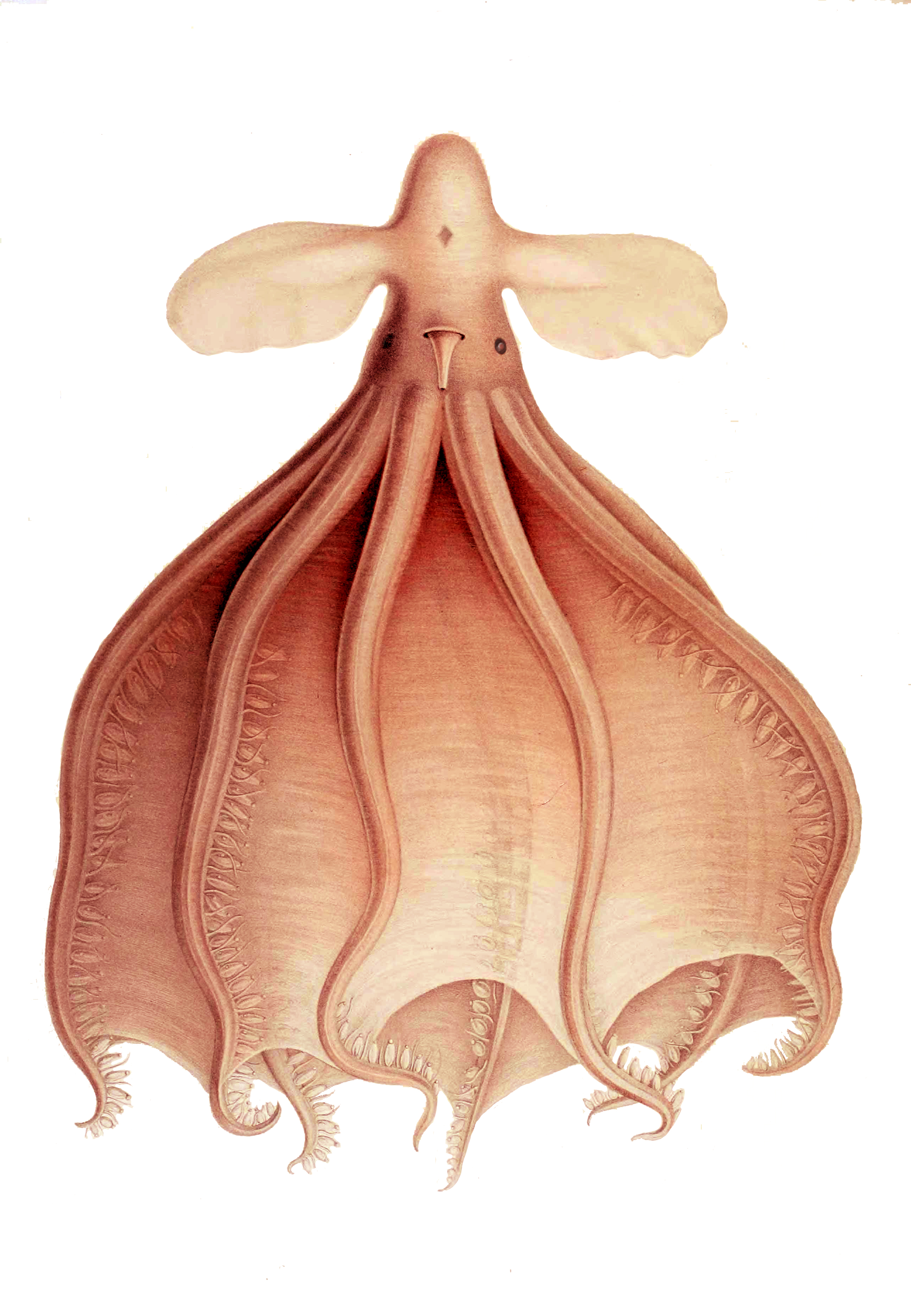
Cirrothauma murrayi, un Cirroteuthidae
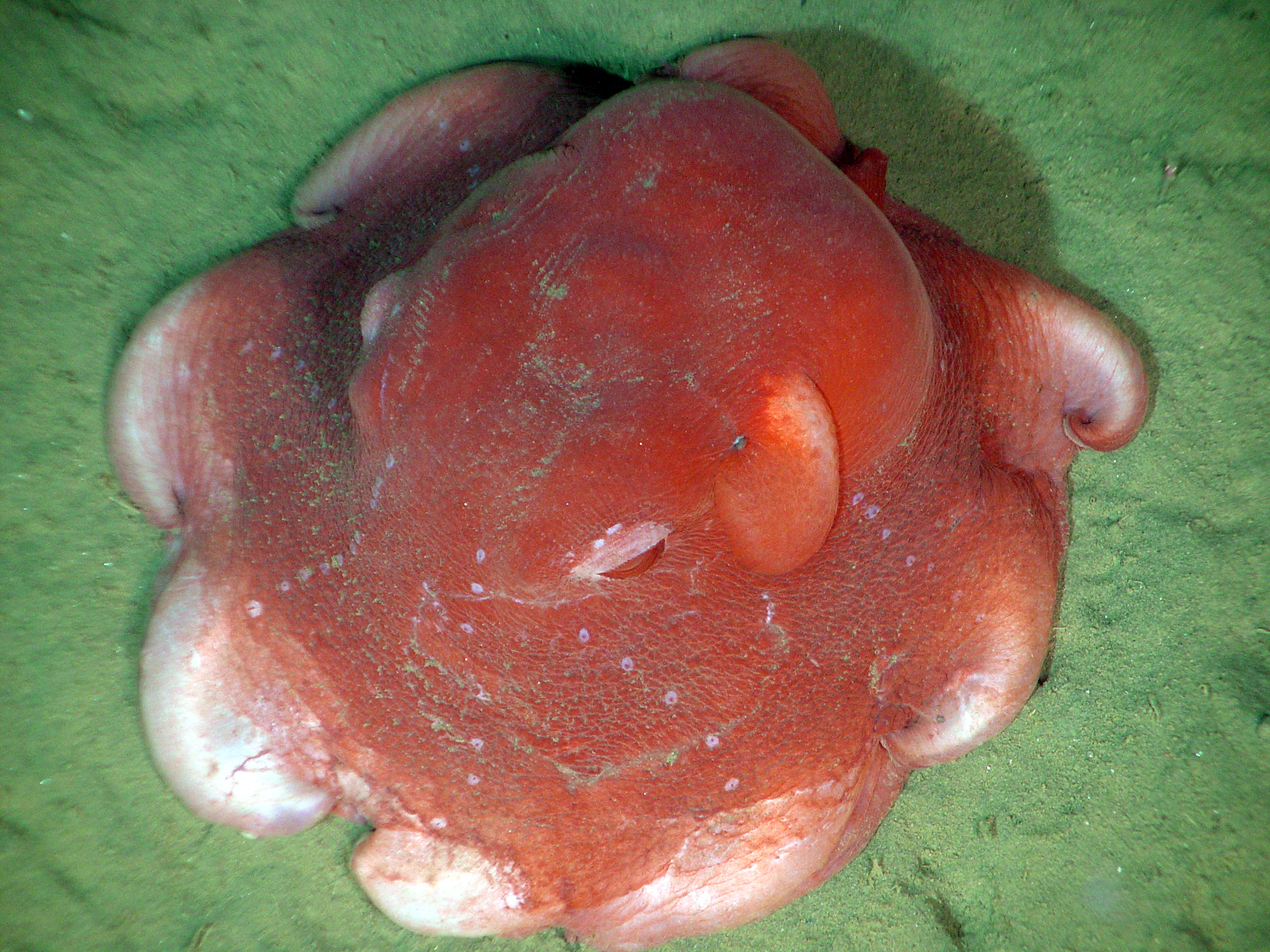
Opisthoteuthis extensa, un Opisthoteuthidae
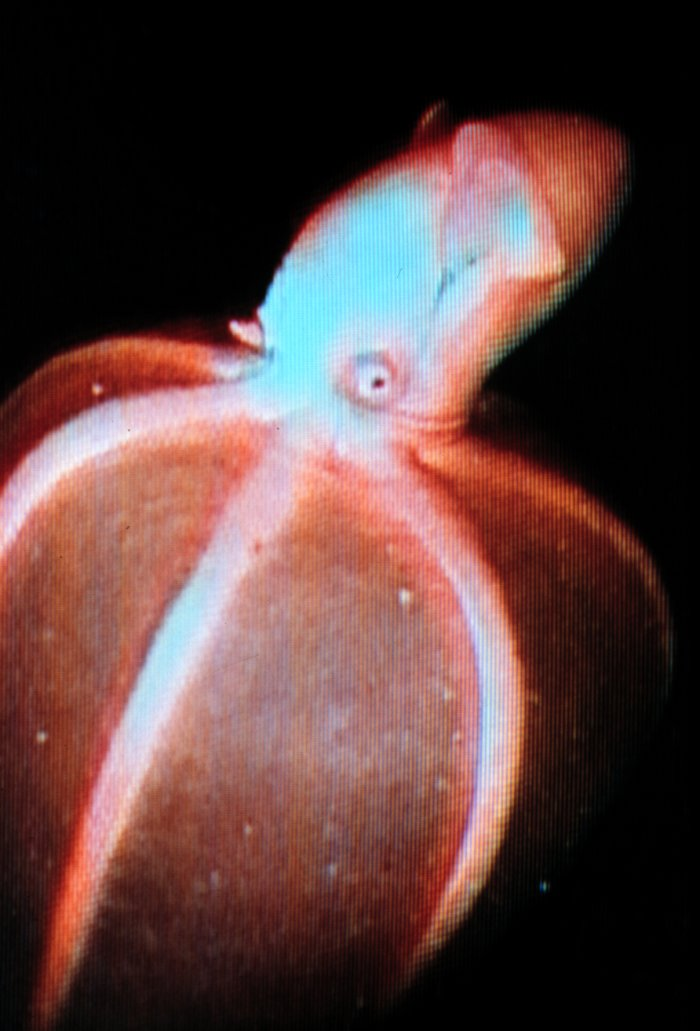
Stauroteuthis syrtensis, un (Stauroteuthidae
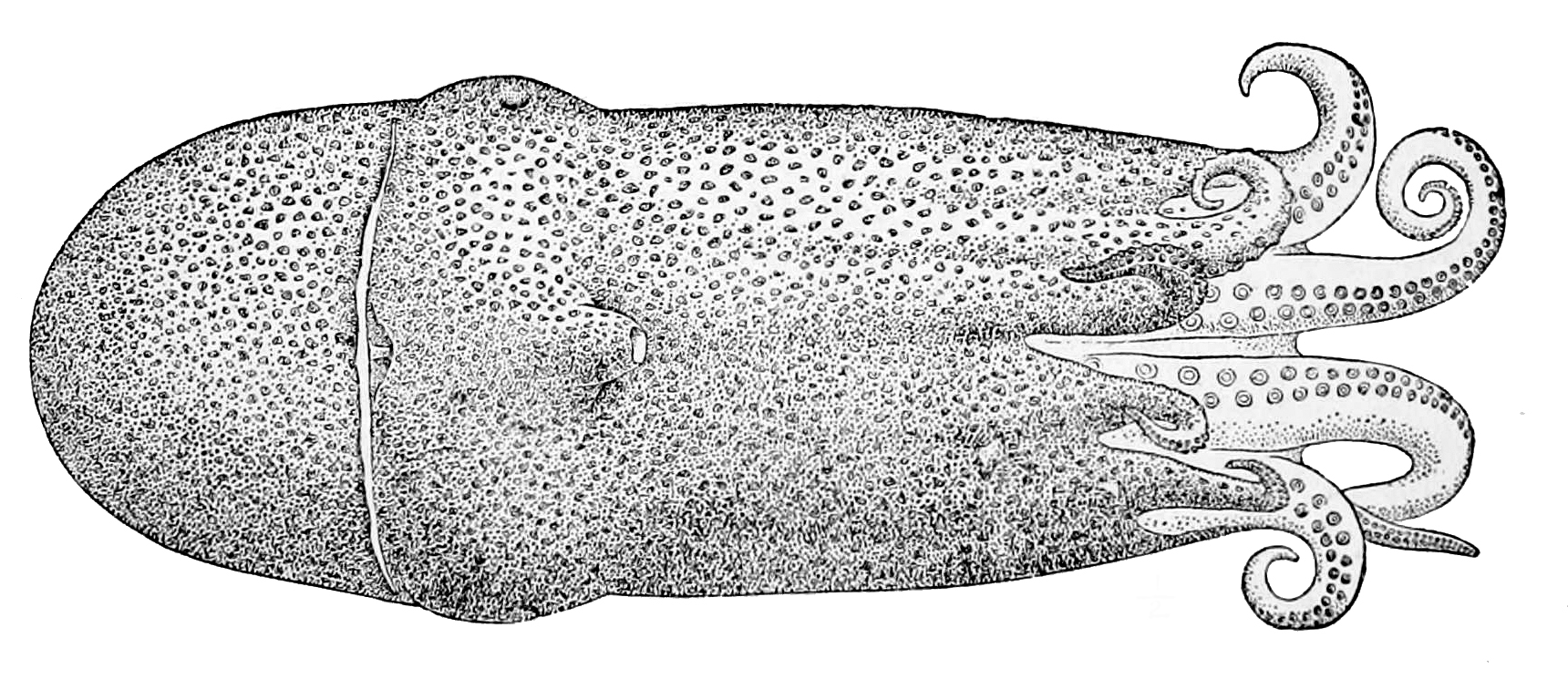
Haliphron atlanticus, le seul Alloposidae
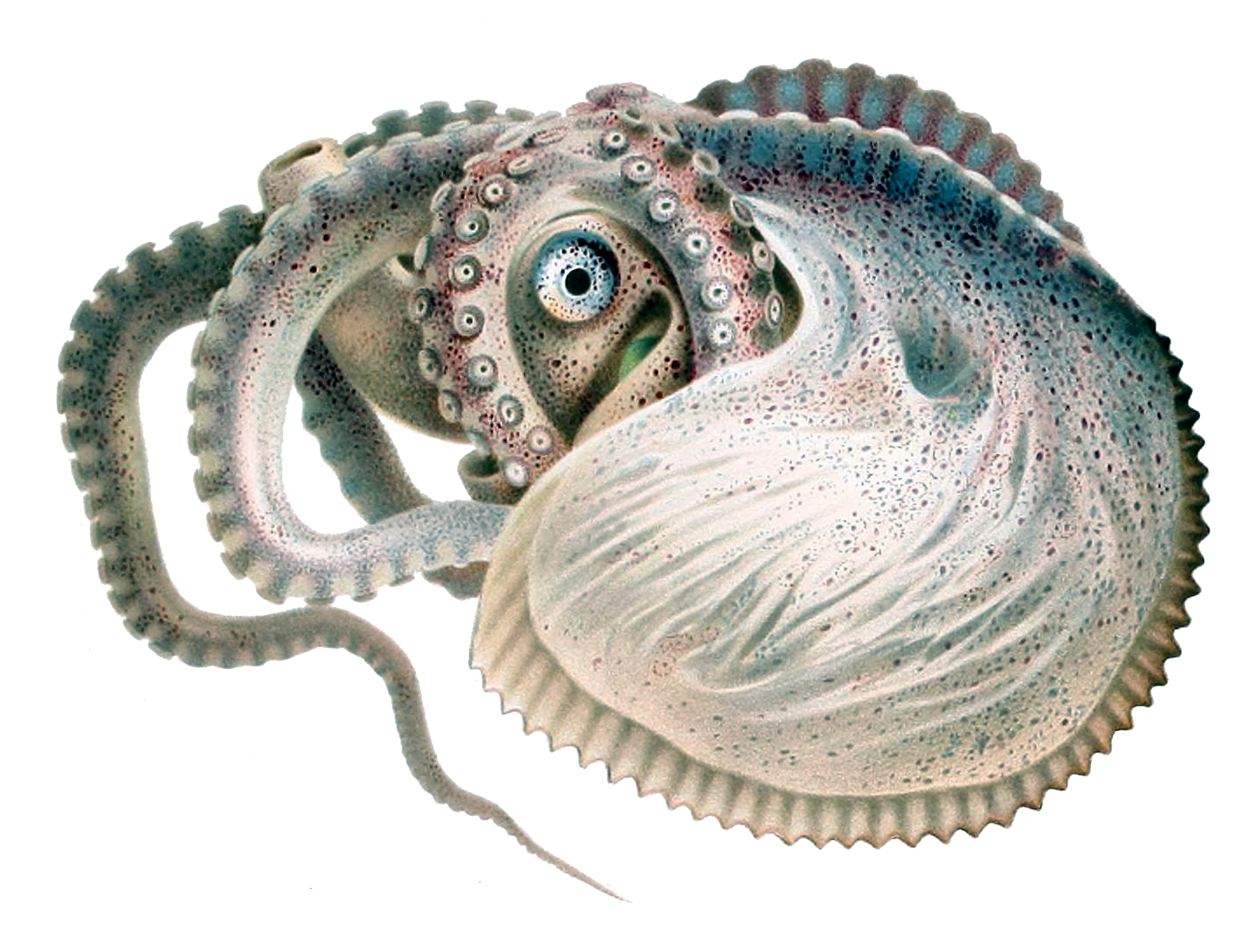
Argonauta argo, un Argonautidae
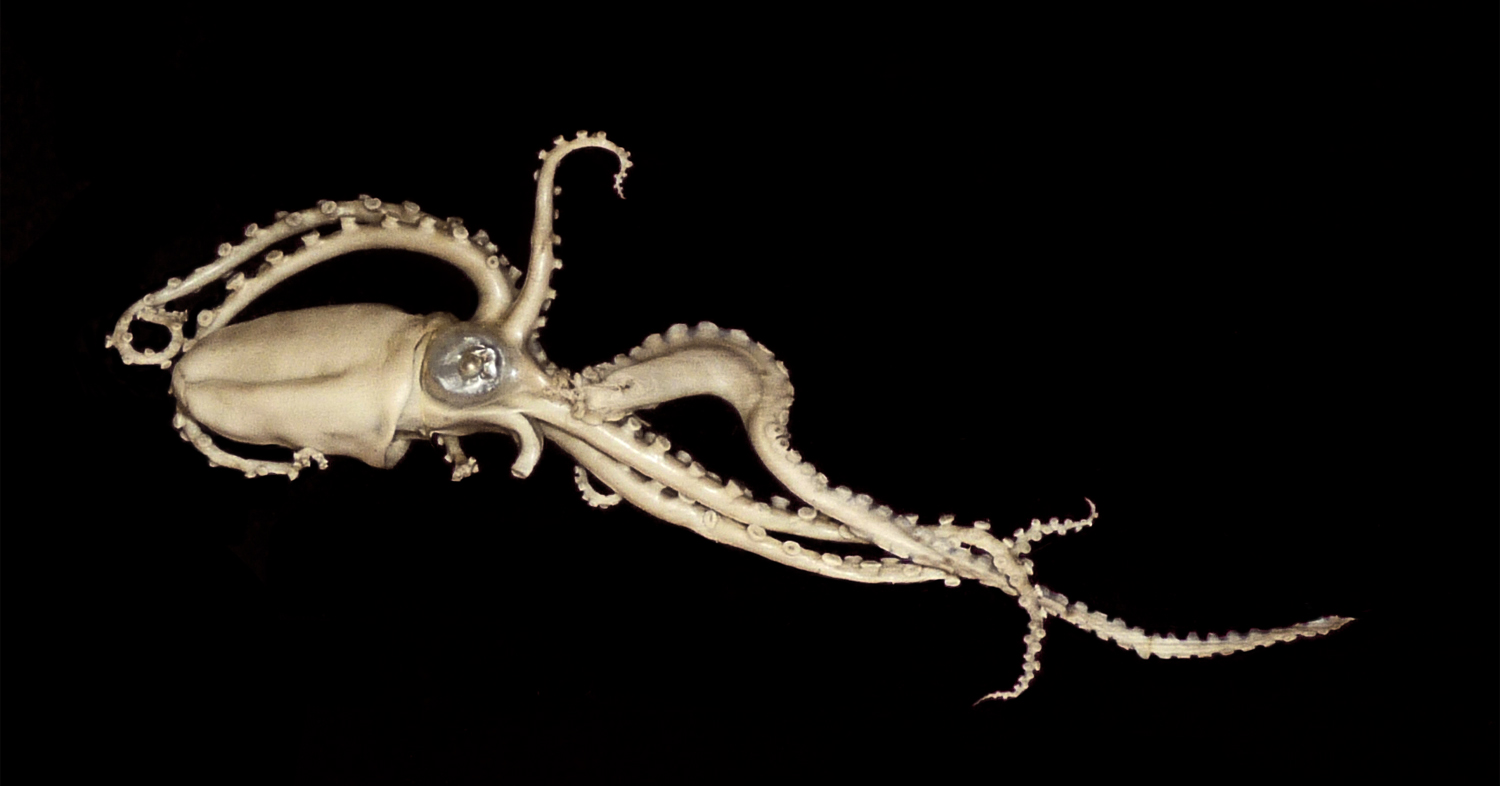
Ocythoe tuberculata, le seul Ocythoidae
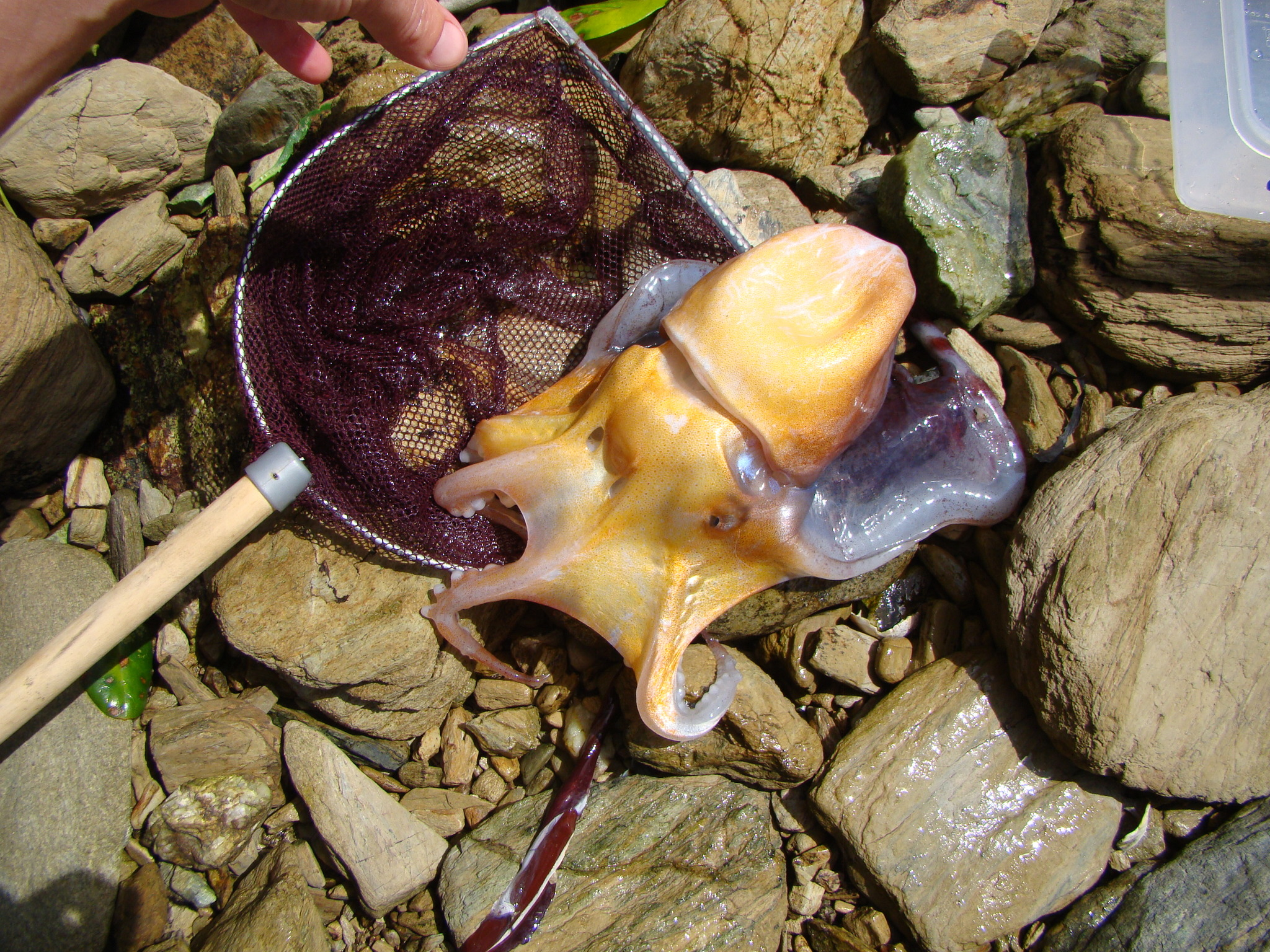
Tremoctopus robsoni, un Tremoctopodidae
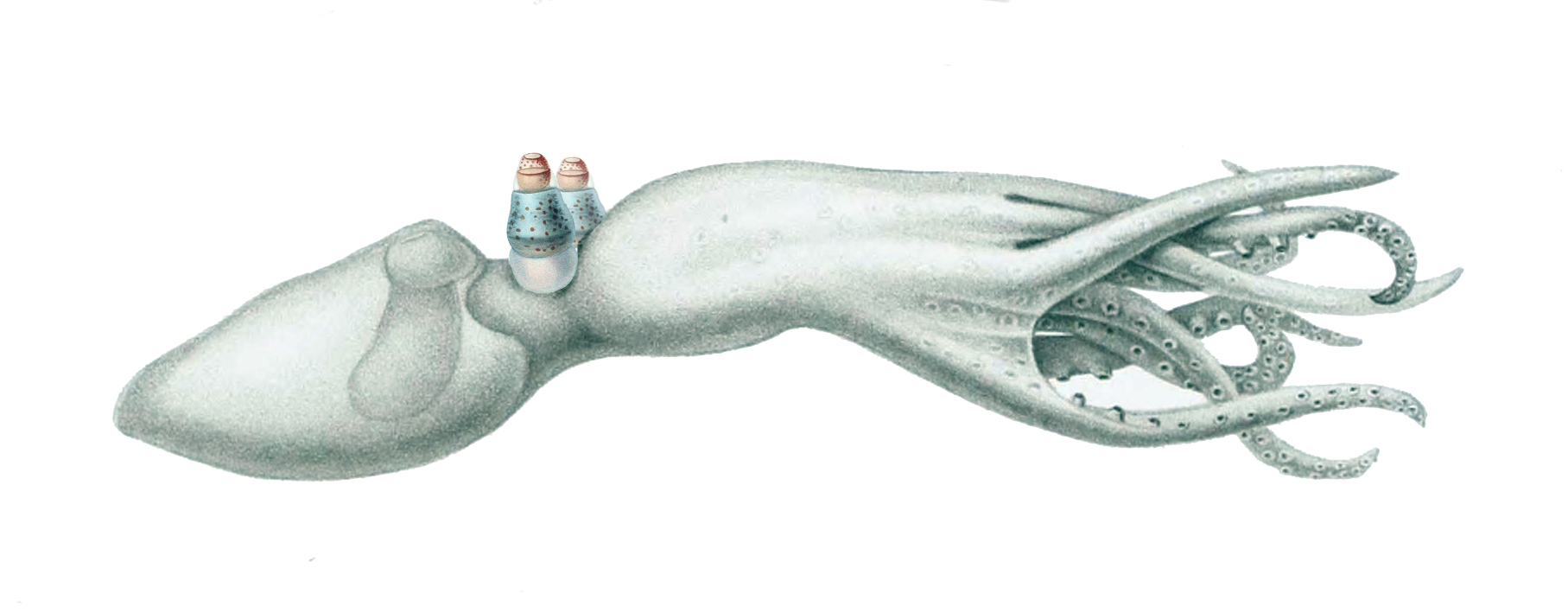
Amphitretus pelagicus, un Amphitretidae
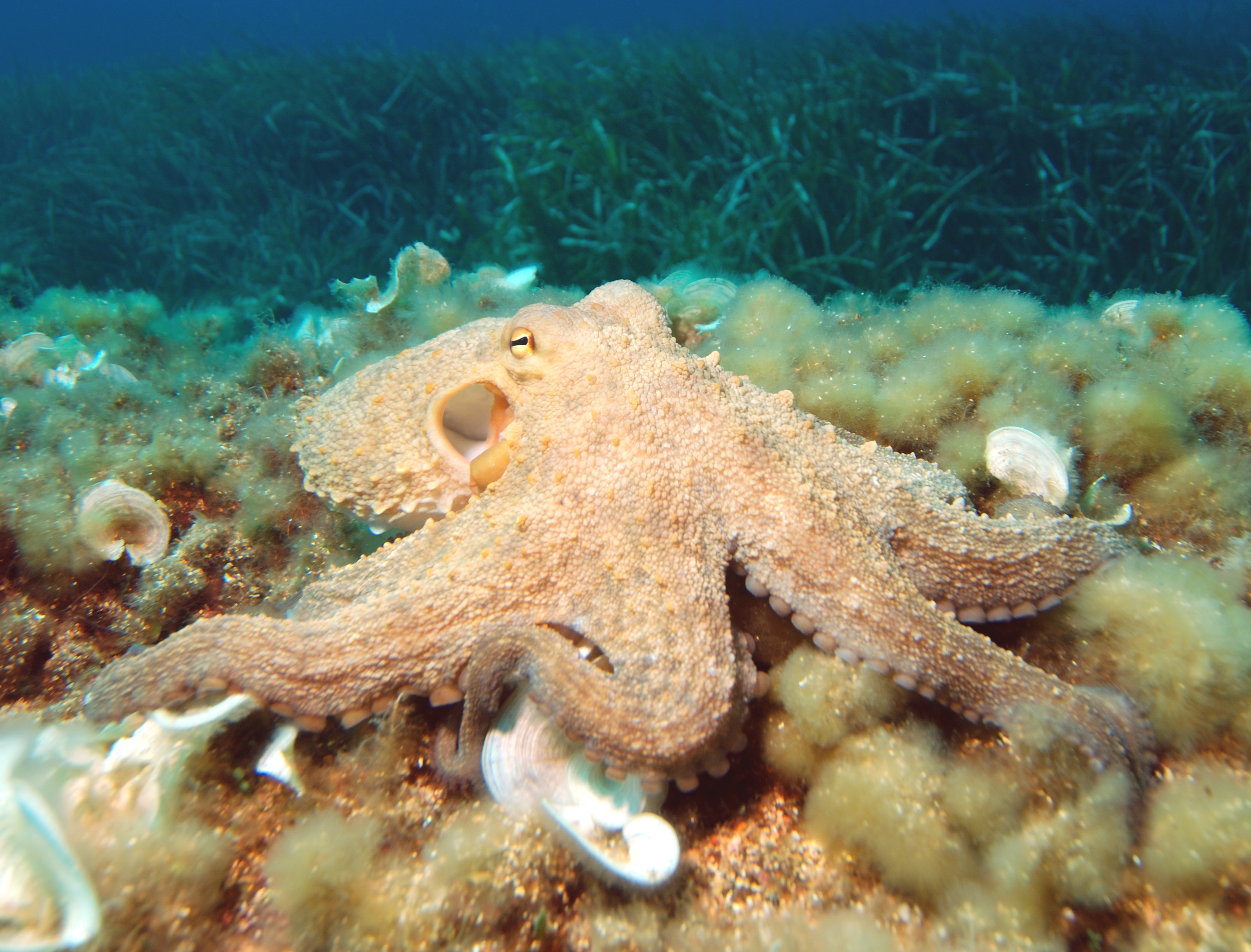
Octopus vulgaris, un Octopodidae